# Paradroid
Paradroid is een computerspel voor de Commodore 64, gemaakt door Andrew Braybrook in 1985. In 2004 werd het spel opnieuw uitgebracht op de Commodore 64 DTV. Fans hebben diverse op Paradroid gebaseerde spellen voor de PC uitgebracht.

## Spelbeschrijving
De speler krijgt de controle over een zogenaamd "Influence Device" op het ruimteschip "Paradroid" vol op hol geslagen robots. Met dit apparaat kunnen robots vernietigd of overgenomen worden. Van het schip, dat vele verdiepingen heeft, wordt telkens een enkele verdieping van bovenaf getoond. De speler kan via liften een andere verdieping bereiken. Het "Influence Device" ziet eruit als een bol met de cijfers 001. De robots hebben allemaal nummers van drie cijfers; hoe hoger het nummer, hoe sterker en moeilijker over te nemen. Het hoogste nummer, 999 is een prototype commandorobot: deze heeft veel vuurkracht maar is weinig stabiel.
Het eenvoudigst is om andere robots over te nemen: hiervoor moeten verbindingen worden aangebracht, terwijl de vijandige robot zelf ook verbindingen maakt. Wanneer de speler de meeste verbindingen heeft, wordt de robot overgenomen en de vorige robot vernietigd.
Nadat de "Paradroid" is gezuiverd moet een volgend schip worden bewerkt. De namen van deze schepen zijn achtereenvolgens: Metahawk, Hewstromo, Graftgold, Blabgorius, Red Barchetta, Retta-Beast en Itsnotardenuff. Na dit achtste en laatste schip krijg je telkens weer ditzelfde schip, maar met hogere robots.

## Ontvangst
| Beoordeeld door     | Platform            | Datum            | Score |
| ------------------- | ------------------- | ---------------- | ----- |
| Zzap!               | Commodore 64        | november 1985    | 97%   |
| Happy Computer      | Commodore 64        | 1986             | 93%   |
| 64'er               | Commodore 64        | februari 1986    | 87%   |
| Power Play          | Commodore 64        | mei 1989         | 85%   |
| Retrogaming History | Commodore 64        | 27 november 2009 | 85%   |
| Nintendo Life       | Wii Virtual Console | 22 mei 2008      | 80%   |

## Trivia
- Het spel is opgenomen in het boek 1001 Video Games You Must Play Before You Die van Tony Mott.